# Freycinetia kamiana
Freycinetia kamiana är en enhjärtbladig växtart som beskrevs av Benjamin Clemens Masterman Stone. Freycinetia kamiana ingår i släktet Freycinetia och familjen Pandanaceae. Inga underarter finns listade.